# Корчайк
Корчайк (вірм. Կորճայք, Korčayk — вимова: [koɹʧˈɑjkʰ] (давньовірм.), [koɾʧˈɑjkʰ] (сх.-арм.), [ɡoɾʤˈɑjkʰ] (зах.-вірм.), також Korček) — один з ашхарів (провінцій) Великої Вірменії, гірська область, що знаходилася на півдні країни.

## Опис

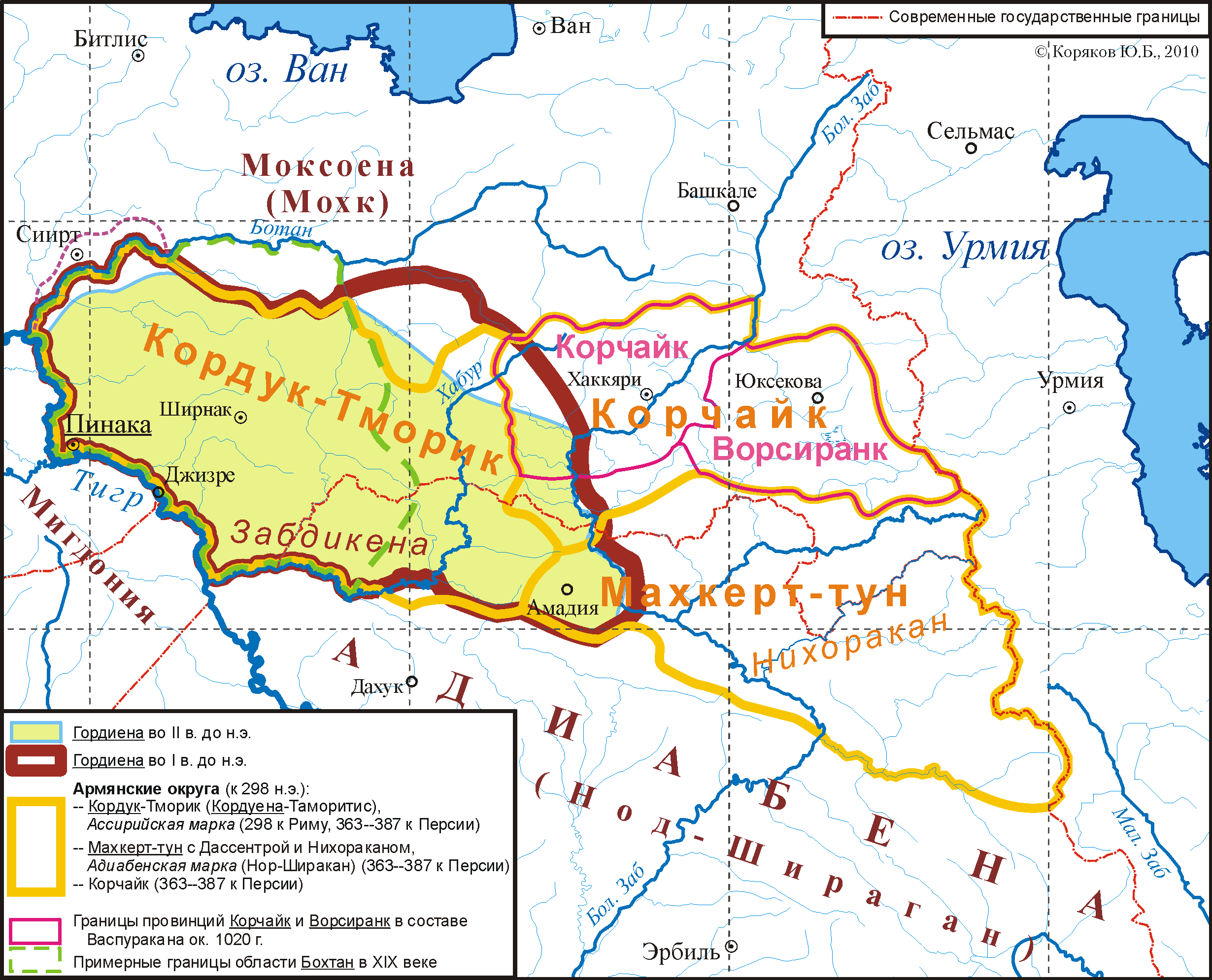
Зразкові межі Корчайка і Кордука.

Спочатку область займала території по верхній течії річки Великий Заб та її приток і приблизно відповідає сучасній турецькій провінції Хаккярі. 1897 року Ф. Андреас висунув теорію, згідно з якою в оласті в давнину жили куртії і виводить назву місцевості від їх назви (завдяки трасформації курті—>корті—>корчі; korchayk або korchek, вірм. — корчейці, тобто куртії). Цю теорію підтримав 1877 року К. Патканов, який вважав Корчайк родовою областю курдів та М. Адонц. Г. Гюбшман і Роберт Г'юсен вважають версію Ф. Андреаса про походження назви області від «Курд-айк» малоймовірною. Згідно з іраністом Гарнику Асатряну назва області походить від найменування войовничого народу куртіїв (kyrtii), які населяли провінцію Корчайк історичної Вірменії. З часом назва ця перейшла до племен, що розмовляли протокурдськими діалектами та з'явилася на зазначеній території пізніше
Пізніше назва «Корчайк» поширилося на західніші області аж до річки Тигр і включила області Кордуени. Перебувала в складі Великої Вірменії близько 250 років Під час царювання у Вірменії Аршакідів Гордієна-Кордуена-Корчайк була розділена на 11 гаварів (округів) і якими керували особливі воєначальники (бдешхи).
Площа Корчайка становила 14707 км². Вірменський географ VII ст. Ананія Ширакаці описує провінцію так:
|  | Корджайк, на схід від Мокку в Ассирії, має 11 областей: 1. Кордук, 2. Кордрік Верхній, 3. Кордрік Середній, 4. Кордрік Нижній, 5. Айтуанк, 6. Айгарс, 7. Мотоганк, 8. Ворсіранк, 9. Каратуніс, 10. Чахук, 11. Малий Албак. Виробляє арсенік, а з плодів шахендак. |

Автор VIII століття Степанос Сюнеці повідомляє про наявність в області діалекту вірменської мови.

## Історія
Нічого не відомо про мову і походження давніх насельників цієї області. Мабуть до середини I тис. н. е. її населення було арамеїзовано, тоді ж у ній повинні були селитися вірмени. Вперше ці райони були завойовані Вірменією в часи Тиграна Великого: їх цар Зарбієн був підкорений Тиграном у перші роки його правління, але, переймаючись залежністю, вступив у зносини з римлянами і був страчений вірменським царем[неавторитетне джерело][неавторитетне джерело]. Після поразки Тиграна область захопив було парфянський цар Фраат III (правив у 70-57 рр. до н. е.), але Помпей послав свого легата Афранія, який без бою забрав область у парфян і повернув її Тиграну, який став на той час «другом і союзником римського народу» [неавторитетне джерело]. В 36-37 рр. н. е. ця область була захоплена Адіабеною, напівнезалежним царством у складі Парфії. Потім повернулася під владу Вірменії. У 298—338 рр. була зайнята римлянами. Після поділу Вірменії 387 року область дісталася Персії і безпосередньо ввійшла до складу Сасанідської держави, де називалася Кардун.
У VII столітті, після захоплення арабами вірменських областей Ахдзнік і Корчайк, регіон став плацдармом для походів арабів на Вірменію.
У середньовіччі навколишні області були заселені курдами, але в цій гірській області переважали ассирійці, що переховувалися тут після нашестя Тамерлана[джерело?].